# Cantonul Neuilly-sur-Marne
Cantonul Neuilly-sur-Marne este un canton din arondismentul Le Raincy, departamentul Seine-Saint-Denis, regiunea Île-de-France, Franța.

## Comune
| Comune            | Populație (1999) | Cod poștal | Cod INSEE |
| ----------------- | ---------------- | ---------- | --------- |
| Neuilly-sur-Marne | 34 005           | 93330      | 93050     |